# Fred Benson
Fredua Buadee Benson Erchiah (* 10. dubna 1984, Accra, Ghana) je nizozemsko-ghanský fotbalový útočník, který v současné době působí v klubu FC Sheriff Tiraspol.

## Klubová kariéra
V Nizozemsku profesionálně hrál za Vitesse, RKC Waalwijk a PEC Zwolle. S RKC Waalwijk vyhrál v sezoně 2010/11 nizozemskou druhou ligu Eerste Divisie a pomohl tak vyválčit přímý postup do Eredivisie.
Z Waalwijku odešel v únoru 2010 na půlroční hostování do čínského klubu Šandong Luneng Taišan FC. V červenci 2011 odešel jako volný hráč do polského celku Lechia Gdańsk, kde podepsal dvouletou smlouvu. V lednu 2012 byl kontrakt rozvázán z důvodu slabé hráčovy výkonnosti v podzimní části polské Ekstraklasy. V polské lize odehrál celkem 11 zápasů a vstřelil jeden gól (14. srpna 2011 proti Cracovii, konečná remíza 1:1).
Od července 2012 je hráčem nizozemského PEC Zwolle. V sezoně 2013/14 vyhrál s PEC nizozemský fotbalový pohár (KNVB beker), první v historii klubu. Finále proti Ajaxu Amsterdam skončilo poměrem 5:1.
V létě 2014 přestoupil do moldavského klubu FC Sheriff Tiraspol.

## Reprezentační kariéra
Benson byl členem nizozemských mládežnických výběrů. Zúčastnil se Mistrovství Evropy hráčů do 21 let 2006 v Portugalsku, kde mladí Nizozemci vybojovali svůj první titul v této věkové kategorii, když porazili ve finále Ukrajinu 3:0. Na turnaji nenastoupil v žádném zápase.